# Temporada de tempestades de vento na Europa de 2023-2024
A temporada de tempestades de vento e chuva na Europa de 2023–2024 é a nona temporada de nomeação sazonal de tempestades de vento e chuva na Europa. Desde 2021 o grupo dos países do sudoeste da Europa nomeia também as tempestades de chuvas extremas e não só as que causam ventos fortes.  
A temporada teve início em 1 de setembro de 2023 e terminará em 31 de agosto de 2024.

## Contexto

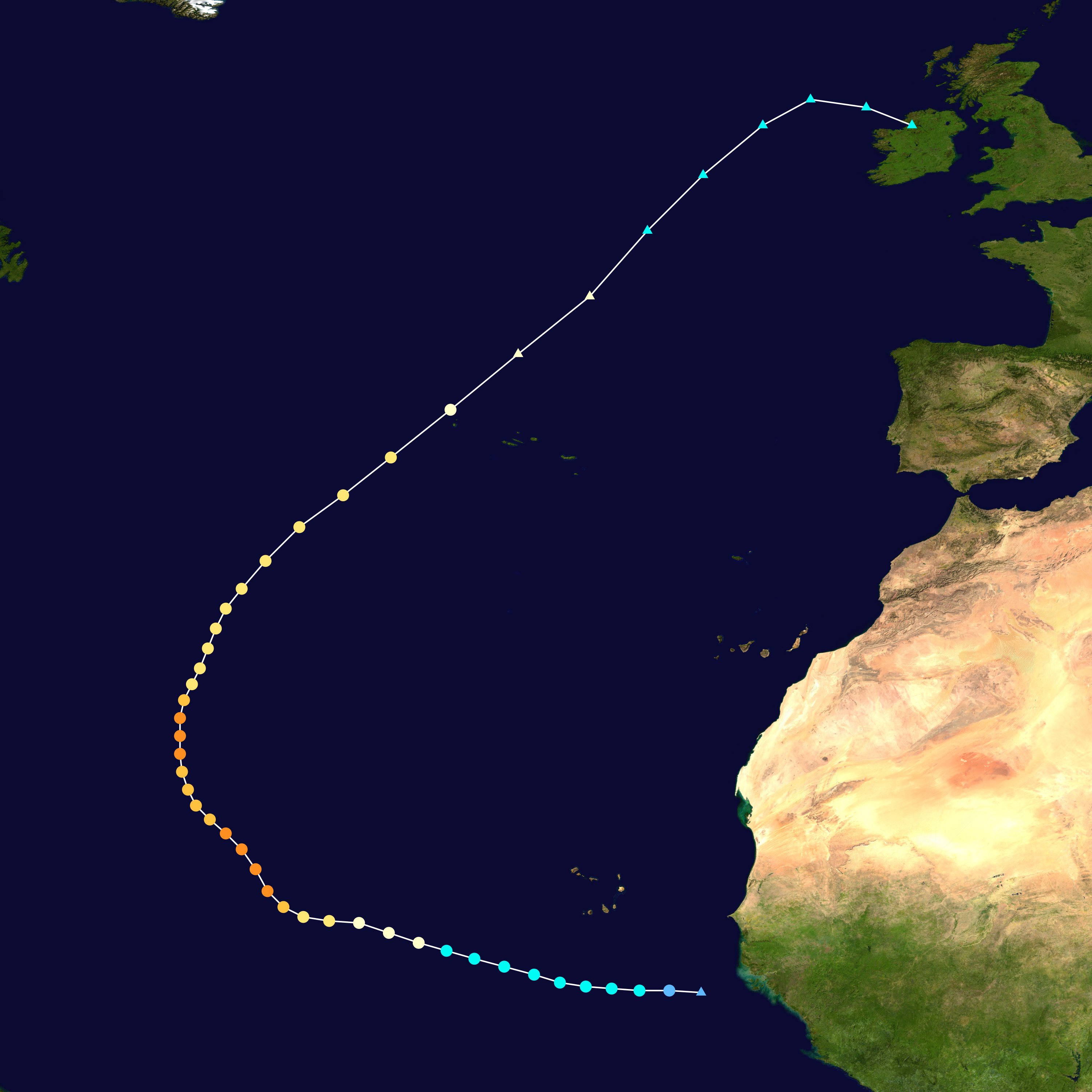
Em 2019 Lorenzo foi um furacão no meio do Atlântico que chegou à Europa já rebaixado para uma depressão

Em 2015 o Met Office e o Met Éireann anunciaram um projeto piloto de alerta de tempestades que chamaram "Name our Storms" (Nomeie Nossas Tempestades) para tempestades de vento e pediu sugestões ao público. Em 2013 o Met Office reforçou: "nomear tempestades ajuda a comunicar os riscos do mau tempo" para as pessoas.  Os escritórios meteorológicos produziram, então, listas de nomes para as temporadas de 2015–2016 e 2017–2018 que seriam usadas tanto no Reino Unido como na Irlanda e os Países Baixos aderiaram à iniciativa a partir de 2019. 
Existem duas listas de nomes principais, uma dos países do Noroeste da Europa e outra dos países do Sudoeste.No entanto, tempestades também são nomeadas em outros países (veja em "os grupos" abaixo).
Algumas das tempestades que chegam à Europa podem ser de origens tropical, como o furacão Lorenzo de 2019, que começou a se formar perto da costa noroeste da África e cruzou o Atlântico rumo nordeste, chegando à Irlanda e ao Reino Unido já rebaixado para uma depressão pós-tropcical (uma área de baixa pressão ou ciclone extratropical). 

## Os grupos
Europa Central: Alemanha, Áustria, Suíça, Polônia, Eslováquia, Hungria
Mediterrâneo Central: Itália, Eslovênia, Croácia, Macedônia do Norte, Montenegro, Malta
Norte: Noruega, Suécia, Dinamarca
Oeste (noroeste): Irlanda, Reino Unido, Países Baixos
Sudoeste: França, Espanha, Portugal, Bélgica, Luxemburgo 
Sul: Grécia, Chipre, Israel

## Nomeclatura
Existem duas listas de nomes principais: uma criada pelas agências meteorológicas nacionais do Oeste-Noroeste, ou seja, do Reino Unido, Irlanda e Países Baixos, e outra criada pelas agências do Sudoeste europeu, ou seja, da França, Espanha, Portugal, Bélgica e Luxemburgo. Além disso, ciclones vindos do Atlântico mantêm seus nomes atribuídos pelo National Hurricane Center dos Estados Unidos.
No Reino Unido a nomeação se basea em alertas do National Severe Weather Warning Service, quando uma tempestade for avaliada como tendo potencial para um aviso âmbar (esteja preparad') ou vermelho (agir; perigo de vida). Os nomes são atribuídos a sistemas que originem um aviso de vento de nível laranja ou vermelho (a partir de 91 km/h) no sistema internacional de avisos meteorológicos (Meteoalarm) ou em caso de tempestades de chuvas extremas nos países do Sudoeste.
Curiosidades: nesta temporada, as agências meteorológicas do Noroeste (Met Office, Met Eireann e KNMI) incluíram nomes os nomes de pessoas "que trabalham para manter as pessoas seguras em tempos de mau tempo". Estes nomes são: Ciarán, Debi, Jocelyn, Minnie, Regina e Stuart. "Este ano é a primeira vez que a lista rompe com a tradicional ordenação de nomes masculino/feminino para permitir a inclusão de alguns dos nomes submetidos mais populares", comunicou o Met Office britânico também. 

### Países do Noroeste (Reino Unido, Irlanda e Países Baixos)[2]
| - Agnes - Babet - Ciarán - Debi - Elin - Fergus - Gerrit | - Henk (sem ser usado) - Isha (sem ser usado) - Jocelyn (sem ser usado) - Kathleen (sem ser usado) - Lilian (sem ser usado) - Minnie (sem ser usado) - Nicholas (sem ser usado) | - Olga (sem ser usado) - Piet (sem ser usado) - Regina (sem ser usado) - Stuart (sem ser usado) - Tamiko (sem ser usado) - Vincent (sem ser usado) - Walid (sem ser usado) |

### Países do Sudoeste (França, Espanha, Portugal, Bélgica, Luxemburgo)[6]
| - Aline - Bernard - Celine - Domingos - Elisa - Frederico - Geraldine (sem ser usado) | - Hipolito (sem ser usado) - Irene (sem ser usado) - Juan (sem ser usado) - Karlotta (sem ser usado) - Louis (sem ser usado) - Monica (sem ser usado) - Nelson (sem ser usado) | - Olivia (sem ser usado) - Pierrick (sem ser usado) - Renata (sem ser usado) - Sancho (sem ser usado) - Tatiana (sem ser usado) - Vasco (sem ser usado) - Wilhelmina (sem ser usado) |

## Tempestades do Noroeste

### Agnes(Kilian)
A tempestade Agnes foi a primeira nomeada pelo Met Office do Reino Unido para a temporada dos países do noroeste e recebeu seu nome em 25 de setembro de 2023, com a previsão de provocar ventos fortes e chuvas fortes em grande parte do Reino Unido e da Irlanda.  A tempestade, que foi chamada de Kilian pela Universidade Livre de Berlim e pelo Deutscher Wetterdienst, impactou as Ilhas Britânicas em 27 de setembro. 
Agnes foi uma área intensa de baixa pressão potencializada pela energia da tempestade tropical Ophelia que afectou a costa nordeste dos EUA e causou graves inundações em Nova Iorque. Felizmente, Agnes estava enfraquecida quando chegou ao Reino Unido, mas houve ventos fortes e chuvas fortes, com rajadas de mais de 50Kt (58mph). Um rajada de 73Kt (84 mph) foi registrada em Capel Curig (Conwy), a maior de um setembro no País de Gales registrada. 
A tempestade Agnes causou perturbações nos serviços de balsa do Mar da Irlanda. Houve alguns cortes de energia, árvores derrubados e perturbações nas estradas em Cumbria e no sudoeste da Escócia, enquanto os voos foram cancelados no Aeroporto da cidade de Belfast. No entanto, para o Reino Unido em geral, os impactos climáticos da tempestade foram relativamente modestos. 
Seu auge aconteceu em 27 de setembro de 2023, mas 18 horas depois Agnes tinha enfraquecido significativamente. 

### Babet(Viktor)
A tempestade Babet, nomeada pelo Met Office do Reino Unido em 16 de outubro, e nomeada Viktor pela Universidade Livre de Berlim, afetou grandes partes do oeste e do norte da Europa. Afectou primeiro Portugal e o sudoeste de Espanha com ventos fortes, fortes chuvas e inundações de 16 a 17 de Outubro, posteriormente deslocando-se para o norte da Europa. O Met Office emitiu vários avisos amarelos de chuva e vento para grandes partes do Reino Unido, juntamente com avisos de chuva âmbar para partes do nordeste da Inglaterra e da Escócia. Um raro alerta meteorológico vermelho foi emitido para partes orientais da Escócia.  
O Met Éireann emitiu avisos amarelos  de chuva para a maior parte da Irlanda. Também foi emitido um alerta laranja de chuva para o sudoeste da Irlanda e houve inundações no sul da ilha, especialmente no leste do condado de Cork; Midleton foi particularmente atingido. 
Um raro alerta vermelho para chuvas foi emitido em partes do leste da Escócia pelo Met Office em 19 de outubro. Uma rajada de vento de 124 km/h (77 mph) foi registrada na costa de Inverbervie. Nas terras altas, o cume de Cairn Gorm registrou uma rajada de 185 km/h (115 mph). Em Brechin, Escócia, o conselho local pediu aos residentes que evacuassem as suas casas.  
Na Dinamarca, no sul da Suécia e no norte da Alemanha, o vento causou alguns danos materiais, queda de árvores e cancelamentos de ferries, comboios e aviões, mas o efeito mais grave foi uma tempestade , com grandes quantidades de água do mar a ser empurradas pelo vento para o extremo oeste. Mar Báltico e estreitos dinamarqueses (ao contrário das inundações na Grã-Bretanha, na Irlanda e na Península Ibérica , que foram causadas principalmente por fortes chuvas).  Em partes da Dinamarca (sudeste da Jutlândia , sul de Funen , sul da Zelândia e ilhas menores na área) e Alemanha (leste de Schleswig-Holstein ), causou as maiores inundações em mais de um século, com alguns lugares na Dinamarca tinham níveis do mar até 2,39 m (7 pés 10 pol.) acima do normal e na Alemanha até 2,22 m (7 pés 3 pol.) acima do normal.  Em certos locais particularmente expostos, as pessoas foram evacuadas depois que os diques quebraram e as casas foram inundadas.  No lado oposto, oeste da Jutlândia e Schleswig-Holstein, as águas foram forçadas a se afastar da costa pelo vento, com o nível do mar até 3 m (9,8 pés) abaixo do normal, encalhando barcos e impedindo vários ferries de funcionar devido à profundidade insuficiente da água.  Esta inundação foi incomum porque foi causada por ventos de leste e impactou principalmente o extremo oeste do Mar Báltico. Na Dinamarca e na Alemanha, as grandes inundações causadas por tempestades são mais frequentemente causadas por tempestades de oeste, onde o maior impacto ocorre no sudeste do Mar do Norte, que tem costas muito mais bem protegidas por diques mais altos e extensos e outros sistemas. 
Houve pelo menos seis mortes registadas: uma mulher de 57 anos morreu depois de ser arrastada para um rio em Angus (Escócia), um homem de 56 anos morreu depois de a sua carrinha ter atingido uma árvore perto de Forfar em Angus, um homem em seus 60 anos foi morto após ser arrastado pelas enchentes perto de Cleobury Mortimer (Inglaterra),  uma mulher de 33 anos foi morta na ilha alemã de Fehmarn quando seu carro foi atropelado por uma árvore que caiu,  e uma mulher de 80 anos em Chesterfield morreram nas enchentes. Um homem preso em um veículo nas enchentes perto da vila de Marykirk , em Aberdeenshire , foi encontrado morto mais tarde. 
Os danos em Schleswig-Holstein foram estimados em 200 milhões de euros. 

### Ciarán
Foi a terceira tempestade ciclônica a ser nomeada nos países do noroeste e provocou 14 mortes na região. 
Leia na Wikinotícias: Tempestade na Europa Ocidental deixa 14 mortos

### Gerrit
É uma tempestade ativa em 26/12 que afeta a Irlanda e Reino Unido, bem como o norte de Portugal e Espanha e oeste da França. 
Leia na Wikinotícias: Reino Unido: Met Office emite alerta por causa da tempestade Gerrit

## Tempestades do Sudoeste

### Aline (Wolfgang)
A tempestade Aline foi nomeada pela agência estatal de previsão meteorológica espanhola AEMET, enquanto Wolfgang foi o nome dado pela Universidade Livre de Berlim, ambos em 18 de outubro de 2023. A tempestade causou fortes chuvas em várias partes da Espanha e da França. Mais de 20 voos foram desviados do aeroporto de Málaga e foi reportada uma rajada de 100 km/h em Cabrera . 
A tempestade aprofundou-se nas águas do Atlântico a oeste da Península Ibérica na madrugada de 19 de outubro. Naquela altura a tempestade, ainda em fase de aprofundamento, não tinha uma circulação fechada em torno do seu centro, mas estava imersa numa ampla região de baixa pressão que cobria grande parte do Atlântico Norte. A sua origem ocorreu na véspera, principalmente devido à presença de uma intensa circulação zonal em altitude localizada em latitudes mais baixas do que o habitual, constituindo o que se conhece como frente polar, fronteira entre massas de ar polares e subtropicais. A intensa circulação em altitude induziu o aparecimento de uma região de forte cisalhamento em ambos os lados de sua posição, gerando vorticidade positiva na região esquerda de seu movimento e que deu origem ao aparecimento de vórtices com giro ciclônico, sendo um deles o germe da tempestade Aline. O jato em altitude deslocou o vórtice em direção à Península onde também encontrou condições favoráveis ao seu aprofundamento devido à existência de um vale em altitude que forneceu energia extra para o seu desenvolvimento. Ao mesmo tempo, no vale e ao norte de Aline, outra tempestade foi localizada a sudoeste da Irlanda e rumo ao Mar Cantábrico. No dia 19, às 12 UTC, o centro da tempestade entrou no território peninsular através do Porto, dirigindo-se daí para o interior da Península, continuando a aprofundar-se. Às 0 UTC do dia 11, o seu centro localizava-se sobre o quadrante nordeste da península e foi nesta posição que atingiu o seu mínimo barométrico (984 hPa). Desta posição continuou a mover-se em direção ao nordeste da França, onde se localizou 12 horas depois, terminando horas depois imerso no coração de outra grande tempestade centrada nas Ilhas Britânicas. 
A tempestade provocou a emissão de numerosos avisos, generalizados por todo o território no dia 19, e mais restritos no sábado à costa norte e à encosta do Mediterrâneo e às Ilhas Baleares. No dia 19, os avisos de maior nível emitidos eram laranja devido à previsão de chuvas que deixariam acumulações significativas em 12 horas, especialmente em pontos do centro, sudoeste da península e nos Pirenéus centrais. Foram também emitidos avisos de nível laranja para o vento, estendendo-se a zonas da costa mediterrânica e às Ilhas Baleares, com avisos a indicar valores superiores a 90 km/h para a componente SW-W. Por outro lado, foram também emitidos numerosos avisos costeiros para a Galiza, onde eram esperadas ondas entre 5 e 8 m no mar combinado de NW. Os alertas costeiros afetaram também toda a costa atlântica da Andaluzia, e de Almería ao Cabo de la Nao e todo o Mar das Baleares, onde eram esperados ventos SW e ondas de 3 a 5 m. Foram observados valores extraordinários de vento nas estações AEMET assim, em Cerler/Cogulla (Huesca) foi registado um vento máximo de 167 km/h, tendo sido observados numerosos pontos com valores superiores a 100 km/h, principalmente em zonas altas. No entanto, em zonas mais baixas, como no aeroporto de Málaga ou na cidade de Jaén, também foram observadas rajadas de vento superiores a 90 km/h. Relativamente à precipitação registada, destacaram-se 134 mm na estância de esqui de La Covatilla (Salamanca), sendo observados valores também superiores a 100 mm noutros pontos do Sistema Central, principalmente na província de Cáceres. Quanto às precipitações nos maiores centros populacionais, destacaram-se as que ocorreram sobre a capital de Espanha, registando 114 mm no observatório El Retiro, o valor mais elevado em 24 horas de toda a sua série histórica.
Na sexta-feira, dia 20, foram emitidos os avisos mais significativos devido às más condições do mar em grande parte da costa cantábrica, onde foram ativados avisos de nível vermelho devido ao intenso vento W de força 9 e ondas entre 8 e 9 m. Foram também emitidos alertas costeiros de nível laranja ao longo de toda a costa galega e na província de Almería. Os restantes avisos emitidos para este dia foram de vento, todos com nível amarelo em numerosas regiões do interior norte e leste da península, bem como nas Ilhas Baleares. Durante este dia, o vento máximo observado foi registado na estação Estaca de Bares (A Coruña) onde foi observado um valor de 156 km/h, com destaque para os 100 km/h medidos na cidade de Santander. No que diz respeito às precipitações, a mais importante ocorreu no norte da península, destacando-se os 96 mm registados em As Pontes (Corunha). 
Os impactos causados pela tempestade Aline foram muito numerosos, destacando-se os ocorridos na cidade de Madrid e em toda a sua área metropolitana, onde ocorreram inúmeras ações dos serviços de emergência. O grande acúmulo de água causou problemas em diversos trechos das linhas 1, 2, 5 e 7 do metrô, além de diversas linhas de trem e atrasos. As rodovias apresentaram complicações de circulação tanto nas entradas quanto nas saídas da capital nos dois sentidos. O vento forte e os ventos acumulados também provocaram o fechamento de vários parques da cidade, incluindo o El Retiro.

### Bernard (Xanthos)
Bernard foi a segunda grande tempestade da temporada 2023-2024 e foi o Instituto Português do Mar e da Atmosfera (IPMA) quem a nomeou no dia 20 de outubro às 14h35 UTC.
Bernard apresentou certas características únicas em comparação com a maioria das grandes tempestades nomeadas pelo grupo EUMETNET SW. A sua formação iniciou-se no dia 19, muito a oeste da Península (55-60º W) sobre as águas do Atlântico e a uma latitude relativamente baixa (35-40º N). Desta região do Atlântico, impulsionada pela circulação predominante de alta altitude com componente ocidental, a tempestade deslocou-se para a região central do Atlântico, ao mesmo tempo que se intensificava ao longo do seu percurso ao longo da fronteira sul da frente polar, que durante estes dias moveu-se um pouco mais para o sul em comparação com os dias anteriores. Assim, na manhã do dia 21, a tempestade localizou-se a noroeste do arquipélago da Madeira, a partir desta posição, começou a aprofundar-se lentamente e começou a deslocar-se para leste-sudeste, dentro de uma região cujas águas apresentavam uma temperatura superficial mais elevada. do que aquele a montante através do qual a tempestade se moveu nos dias anteriores. Por outro lado, a região para a qual se aproximava apresentava um gradiente térmico horizontal nos níveis isobáricos mais baixos da atmosfera, muito mais fraco que o das áreas por onde havia passado nos dias anteriores, fato que favoreceu uma mudança no seu estrutura termodinâmica vertical, dominada até então pela instabilidade baroclina e transformando-se durante esta viagem em outra estrutura governada em maior medida pelo calor latente liberado pelos processos de condensação que começavam a ocorrer com maior intensidade na parte média e baixa da atmosfera. . Esta transformação originou uma alteração do seu padrão de nebulosidade, desaparecendo a estrutura típica de frentes associadas a tempestades extratropicais, que preservou na véspera quando se localizava a nordeste da Madeira. Desta forma, importantes núcleos convectivos começaram a se formar no flanco norte do centro da baixa. Outra característica notável da tempestade foi a sua extensão espacial, localizada na escala meso-alfa, inferior à da maioria das tempestades nomeadas e cujas dimensões estão localizadas na escala sinótica. 
Às 12 UTC do dia 22, o centro da baixa localizava-se a sul do Cabo São Vicente, apresentando um mínimo barométrico de 984 hPa, o mais baixo de todo o seu ciclo de vida. Por volta das 16 UTC, o centro da baixa entrou na Península através da província de Huelva, provocando chuvas persistentes e generalizadas em praticamente todo o quadrante sudoeste. Os ventos intensos associados também se destacaram, não só pelos seus valores máximos, mas também pelos seus valores médios em 10 minutos que ultrapassaram os 60 km/h, principalmente em zonas das províncias de Cádiz e Sevilha. A tempestade atravessou a Península no sentido SSW-NNE, atravessando a zona central, onde se localizou às 00 UTC do dia 23, e depois continuou em direção ao NNE, atravessando França até chegar ao Mar do Norte, onde terminaria no início do dia. horas do dia 24 Ao passar pela Península Ibérica, a tempestade perdeu rapidamente intensidade, experimentando um rápido aumento de pressão no seu centro, que subiu para 16 hPa em apenas 12 horas durante a sua passagem pelo interior da península. Este facto mostra a importância que provavelmente teve a geração de calor latente libertado pela condensação na formação do núcleo quente de baixo nível em resultado da intensa convecção desenvolvida no Golfo de Cádiz e que contribuiu para a diminuição da pressão no centro. região da tempestade horas antes de chegar à Península. 
Os efeitos do Bernard na Península ocorreram ao longo do dia 22. As primeiras zonas afetadas foram as costas de Huelva e Cádiz, zonas para as quais foram emitidos avisos de nível laranja no dia 21 devido ao mau estado do mar e. cujo período de validade teve início na tarde do dia 22. Os avisos reportavam vento de força 8 que provocaria mar combinado com ondas entre 5 e 6 m. Foram também emitidos avisos de nível laranja para rajadas de vento superiores a 100 km/h para as regiões próximas das costas de Cádiz e Huelva. No dia 22, aumentou o número de regiões com nível de alerta laranja devido a rajadas de vento, estendendo-as a outras regiões das províncias de Cádiz, Sevilha, Huelva e Córdoba. Além disso, foram emitidos novos alertas de nível laranja devido ao acúmulo de precipitação em 1 hora para diferentes regiões da província de Huelva. Além destes avisos de nível laranja, foram emitidos muitos outros avisos de nível amarelo devido a rajadas de vento para a grande maioria das regiões da Andaluzia, bem como para as comunidades adjacentes da Extremadura e do centro da península. Os ventos intensos provocaram inúmeras quedas de árvores num bom número de regiões da Andaluzia, causando danos materiais devido a quedas de veículos estacionados, bem como encerramentos de trânsito em diversas estradas. Infelizmente, o mais negativo de tudo foi a perda de duas vidas humanas, uma na província de Huelva, onde um homem morreu quando o seu veículo capotou devido a um deslizamento de terra no município de Trigueros, bem como outro homem na cidade de Córdoba devido ao golpe causado pela queda de uma chapa metálica arrancada pelo vento de um prédio. 
Quanto às observações, destacou-se sobretudo o vento, mas não só os valores das rajadas, mas também os valores do vento médio em 10 minutos que ultrapassou os 60 km/h nas zonas de Sevilha e Cádiz durante períodos relativamente longos entre 1 e 2 horas, tudo isso acompanhado também de precipitação. A título de exemplo do carácter extraordinário do acontecimento, nas estações do aeroporto de Córdoba e na estação "Fuentes de Andalucía-El Travieso" (Sevilha), registaram-se ventos médios superiores a 90 km/h, com rajadas de cerca de 130 km. /h. A intensidade do vento nas zonas baixas afetou principalmente as regiões situadas no vale do Guadalquivir, embora nas zonas altas, especialmente na Serra Nevada (Granada), tenham sido atingidos valores de rajadas próximos dos 200 km/h. Quanto às precipitações, as mais intensas ocorreram na província de Huelva onde por vezes foram atingidas intensidades torrenciais. Por outro lado, os maiores acumulados em 12 horas também foram registados na província de Huelva, onde foram observados até 89 mm na estação "Ayamonte-Isla Canela".

### Celine
Celine foi nomeada pelo serviço meteorológico francês em 27 de outubro às 14h UTC. 
No momento da sua nomeação, Celine já era uma tempestade muito madura e estava localizada a oeste da Irlanda com um centro de baixa pressão de 976 hPa. A ciclogénese da tempestade ocorreu perto da península de Labrador no dia 22 entre 50 e 60º N. A presença de um jacto deslocou-a lentamente em direcção a oeste da Irlanda, enquanto a tempestade se aprofundava no Atlântico onde atingiu o seu mínimo barométrico no dia 24 às 12 UTC em torno das coordenadas 40º W e 60º N. No dia 28 às 12 UTC a tempestade localizou-se a oeste da Irlanda, mantendo a intensidade do seu mínimo barométrico, factor que deu origem a um importante gradiente bárico em todo o Mar Cantábrico e que se estendia até a metade central da península. No dia 29 a tempestade continuou a mover-se lentamente para oeste até passar sobre a Irlanda, altura em que começou a encher e a perder intensidade; Assim, a pressão no seu centro aumentou cerca de 12 hPa em 24 horas. Ao mesmo tempo que o seu centro de pressão se enchia gradualmente, o gradiente bárico sobre o Mar Cantábrico também se enfraquecia. A tempestade permaneceu estacionária na mesma posição até o dia 31 às 12 UTC, quando foi absorvida por uma nova tempestade.
Durante os dias 27 a 30, foram emitidos avisos em decorrência da Celine. Os mais significativos devem-se às rajadas de vento e às más condições do mar, especialmente nos dias 27 e 28. Os avisos de nível laranja alertaram toda a costa cantábrica e galega por mar combinada com ondas de altura significativa entre 5 e 7 m devido ao vento. que sopraria de SW com força 7 a 8. No dia 28 os avisos foram alargados a um maior número de regiões do quadrante noroeste da península, a maioria em antecipação de fortes rajadas de vento também entre 70 e 80 km/h como avisos por precipitação acumulada em 1 e 12 horas nas regiões da comunidade da Galiza e na província de Zamora. Nos dias 29 e 30 continuaram a ser emitidos avisos costeiros de nível laranja para grande parte da costa galega, bem como outros avisos de nível amarelo por precipitação para outras províncias do oeste peninsular, estes por precipitação acumulada. No entanto, estes últimos avisos foram motivados pela passagem de duas frentes muito ativas relacionadas com outra tempestade localizada a leste de Celine, pelo que os efeitos destas frentes não podem ser estritamente atribuídos à tempestade que é objeto desta nota informativa. De referir que estas frentes provocaram fortes chuvas na província de Huelva, provocando inundações e transbordamentos do rio Palmares.
Entre as observações mais significativas estiveram as intensas rajadas de vento registadas no dia 28, especialmente em Valdezcaray (La Rioja) onde se atingiu uma rajada de 130 km/h, ultrapassando os 100 km/h em muitas estações. Quanto à precipitação, a mais notável ocorreu na Galiza com valores máximos acumulados de cerca de 80 mm em 24 horas e em algumas estações galegas ultrapassando os 100 mm entre os dois dias.

### Domingos

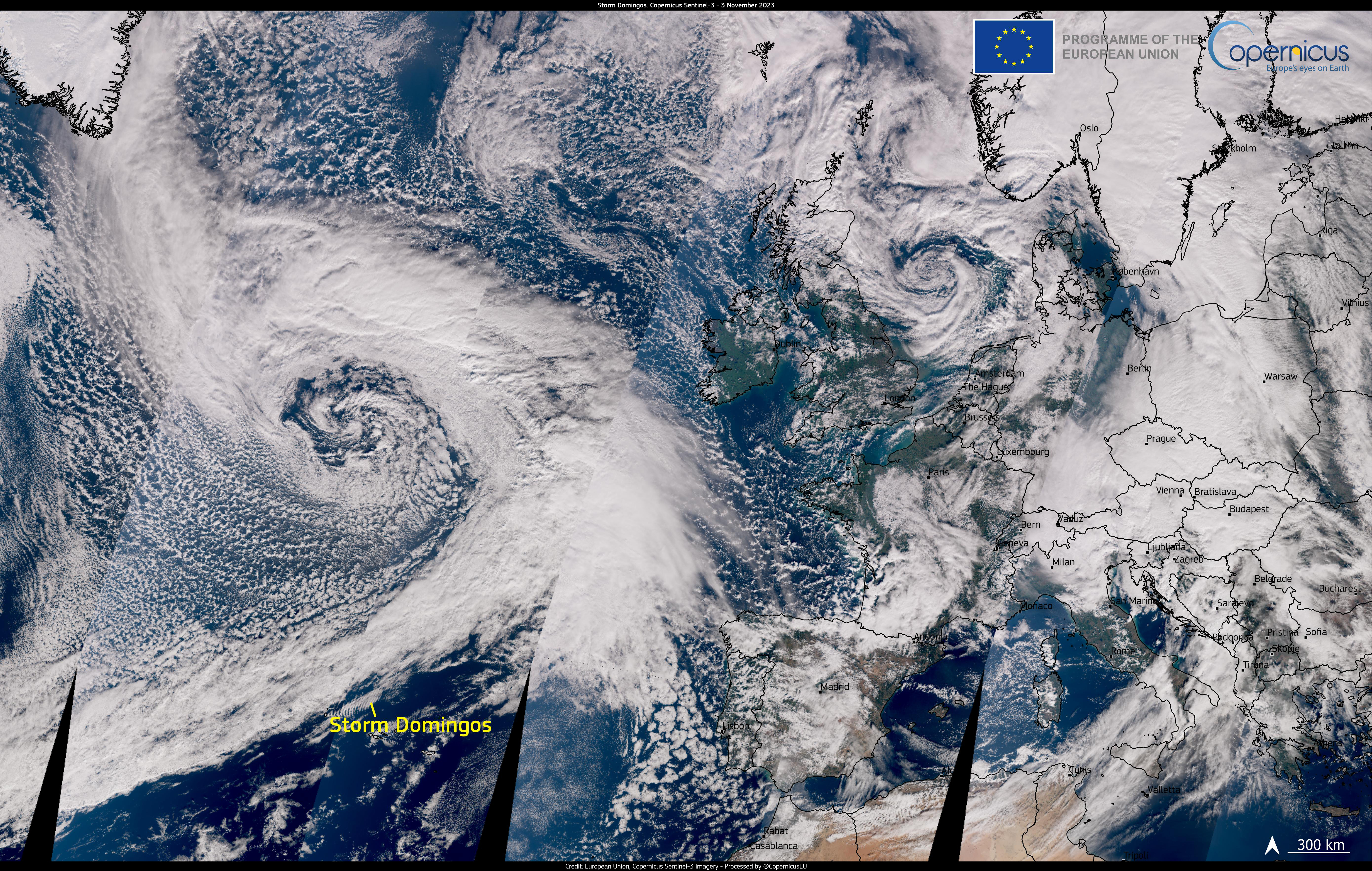
Tempestade Domingos

Domingos foi a quarta tempestade da temporada 2023-2024 e a primeira nomeada pela AEMET da Espanha. O primeiro alerta foi emitido no dia 2 de novembro às 14h30 UTC e seu texto indicava que a tempestade causaria ventos intensos e fenômenos costeiros na Espanha que atingiriam o nível de alerta laranja a partir das 9 UTC do dia 4. O aparecimento de Domingos ocorreu imediatamente após a Tempestade Ciarán, nomeada pelo Met Office dias antes. Ambas as tempestades tiveram grande impacto nas costas da costa cantábrica e da Galiza, onde o mar apresentou ondas cuja altura significativa atingiu valores recordes que se aproximaram dos 14 m.
Domingos já era uma tempestade que se encontrava em processo de intensificação quando foi nomeada no dia 2. Assim, neste dia a tempestade ainda se localizava muito longe do nosso país, em torno do paralelo 47º N a sul do Península do Labrador. A partir daí a tempestade dirigiu-se para ENE, localizando-se no paralelo 50º N que não abandonaria até à sua fase final. Entre o meio-dia do dia 2 e o meio-dia do dia 3 a tempestade conheceu um intenso aprofundamento. Isto foi favorecido por uma forte intrusão seca e quente de origem estratosférica que ocorreu sobre a região do cavado que o acompanhava a montante, com o consequente aumento a jusante da espessura dos estratos atmosféricos que contribuiu para aumentar a instabilidade do baroclino e, portanto, tanto para o aprofundamento do declínio. No dia 4 de novembro às 0 UTC a tempestade atingiu o seu momento de maturidade máxima nas coordenadas 50º N e 55º W, agora muito mais próximo da Península Ibérica e com uma pressão mínima no seu centro de 964 hPa. A partir desta posição e apoiado na existência de uma região anticiclónica entre as Canárias e a Península, o gradiente de pressão em toda a Península, e especialmente sobre o Mar Cantábrico, foi muito intenso. Nas 24 horas seguintes a tempestade continuou o seu caminho para leste sem quase perder intensidade até cruzar para o Mar do Norte, no sul de Inglaterra, durante as primeiras horas do dia 5. Neste momento a tempestade mudou de direcção, abrandando o seu movimento sobre o mar. Mar do Norte, região em que acabaria perdendo intensidade nos próximos dois dias.
Os avisos mais significativos emitidos no dia 5 foram de nível vermelho para praticamente todo o litoral norte. Estes relataram o mau estado do mar com ondas entre 8 e 10 m causadas pelo vento intenso de força entre 8 e 10 na escala Beaufort. No segundo nível de avisos encontravam-se os avisos laranja, a maioria emitidos para fortes rajadas de vento que ultrapassassem os 100 km/h em algumas zonas da Galiza, principalmente na sua metade ocidental, bem como no sul das Astúrias e no norte de Castela. e León, e regiões altas de La Rioja. Também foram emitidos avisos laranja para precipitação acumulada superior a 100 mm em 12 horas para o interior da província de Pontevedra. Os restantes avisos emitidos foram de nível amarelo, principalmente devido ao vento para todas as regiões do centro, noroeste, interior da metade oriental da península e Ilhas Baleares, bem como devido a fenómenos costeiros na maior parte da costa mediterrânica. . No dia 5, os avisos foram reduzidos às zonas do interior norte da costa mediterrânica e do vale do Ebro, mantendo-as no mar Cantábrico, tendo a maioria baixado para o nível laranja com exceção do mar Cantábrico mais oriental, que estava no nível vermelho nível de alerta.
Entre as observações mais significativas destacaram-se as intensas rajadas de vento registadas no dia 4 em Valdezcaray (La Rioja), onde se atingiu o valor de 180 km/h, ultrapassando os 120 km/h em muitas estações. No que respeita à precipitação, a mais importante ocorreu na Galiza, com valores máximos acumulados de cerca de 120 mm em 24 horas. Em relação às ondas, vale destacar ondas cuja altura significativa atingiu o valor de 13,95 m observadas na bóia Estaca de Bares, valor que constitui um recorde de medição desde que começou a operar a atual rede de medição dos Portos do Estado.

### Elisa
Elisa foi a quinta tempestade da temporada 2023-2024 e foi nomeada pela Météo-France. O aviso de sua nomeação foi emitido no dia 9 de novembro às 10h00 UTC e seu texto indicava que a tempestade causaria chuvas muito intensas no norte da França. 
Elisa formou-se a oeste de Newfoundland em 6 de novembro. Entre as 12 UTC do dia 6 e as 12 UTC do dia 7 aprofundou-se muito rapidamente a sul da Gronelândia, diminuindo a sua pressão central de 992 hPa para 962 hPa. Nas 48 horas seguintes, a tempestade continuou sua trajetória para o leste enquanto a pressão em seu centro aumentava lentamente. Apesar disso, Elisa continuou a manter um centro bárico profundo de 976 hPa às 12 UTC do dia 9, mesmo dia em que foi nomeada e quando se localizava a oeste da Escócia. A partir desta posição, a tempestade induziu um intenso gradiente bárico sobre o sul da Inglaterra, França e o Mar Cantábrico. A partir da segunda metade do dia 9, a tempestade começou a deslocar-se para sudeste, atravessando o sul das Ilhas Britânicas onde se deslocou em direção ao Mar do Norte durante as primeiras horas do dia 10. Neste mar, a tempestade perderia toda a sua intensidade. e acabaria desaparecendo nas próximas 24 horas. 
Os avisos mais significativos emitidos nos dias 9 e 10 foram de nível laranja devido a fenómenos costeiros para toda a costa da Galiza e do Mar Cantábrico. Foram também emitidos outros avisos de nível amarelo devido ao mesmo fenómeno nas costas das ilhas de Maiorca e Menorca, bem como devido à precipitação acumulada no dia 10 em algumas regiões da Galiza, Astúrias e Palência. 
Relativamente às observações mais notáveis, registou-se uma rajada de vento máxima de 103 km/h na estação de esqui de Covatilla (Salamanca), e de 97 km/h no Cabo Matxixaco (Bizcaia). As acumulações de precipitação mais notáveis foram observadas em zonas da Galiza e do País Basco no dia 10, onde foram alcançados valores entre 50 e 60 mm em 24 horas. 

### Frederico
Frederico foi o sexta tempestade da temporada 2023-2024. Foi nomeado pelo Météo-France em 15 de novembro às 16h UTC e o aviso da sua nomeação indicava que a tempestade iria provocar rajadas de vento e chuvas muito fortes no norte de França. 
Frederico formou-se dentro de uma extensa circulação zonal que dominava o Atlântico Norte impulsionada por um jato de notável intensidade e centrado em torno de 50º N. A tempestade começou a desenvolver-se no dia 14 de novembro e ao meio-dia do dia 15 localizou-se a noroeste de. a Península Ibérica (aprox. 20º W, 46º N). Nas doze horas seguintes a tempestade deslocou-se para oeste da Normandia, onde se localizou nas primeiras horas do dia 16, e onde o seu centro de depressão atingiu a sua maior profundidade (1004 hPa). Frederico não foi uma tempestade particularmente profunda, mas porque a sul da mesma, sobre a Península Ibérica, predominavam as altas pressões, estabeleceu-se um forte gradiente bárico sobre França ao longo de todo o dia 16, factor que contribuiu para o desenvolvimento de intensas tempestades. ventos no país vizinho. A tempestade entrou em França pela Normandia no dia 16, afectando o nosso território com a sua longa frente fria, que apenas deixou alguma nebulosidade média em grande parte do território e chuvas algo persistentes no leste do Mar Cantábrico, embora geralmente fracas. Ao meio-dia do dia 17, a tempestade localizou-se a norte da península helénica onde tinha perdido grande parte da sua intensidade e influência sobre o nosso território.
Não foram emitidos avisos significativos para o nosso território, os que existiam eram amarelos devido aos nevoeiros que afectavam principalmente algumas regiões da Extremadura, mas estes eram mais o resultado do domínio anticiclónico sobre grande parte do nosso país. No que diz respeito às observações de precipitação e vento, as mais notáveis foram observadas em zonas da Galiza e do Mar Cantábrico. Assim, as precipitações mais abundantes ocorreram em Alama (Pontevedra) com cerca de 23 mm acumulados em 24 horas, enquanto os ventos mais intensos registaram-se principalmente nos cabos da Galiza e na costa norte, atingindo um valor máximo de rajadas de 107 km/h. no Cabo Busto (Astúrias). 

## Outros sistemas

#### Ciro
A tempestade Ciro foi identificada e nomeada pelo Servizio Meteorologico (o Serviço Meteorológico Italiano), que emitiu alertas vermelhos para chuva para as regiões do norte e do leste e para temperaturas extremamente baixas para as partes central e leste, incluindo as regiões de Molise, Abruzzi e Marches. Alertas amarelos e laranja também foram emitidos na França. 

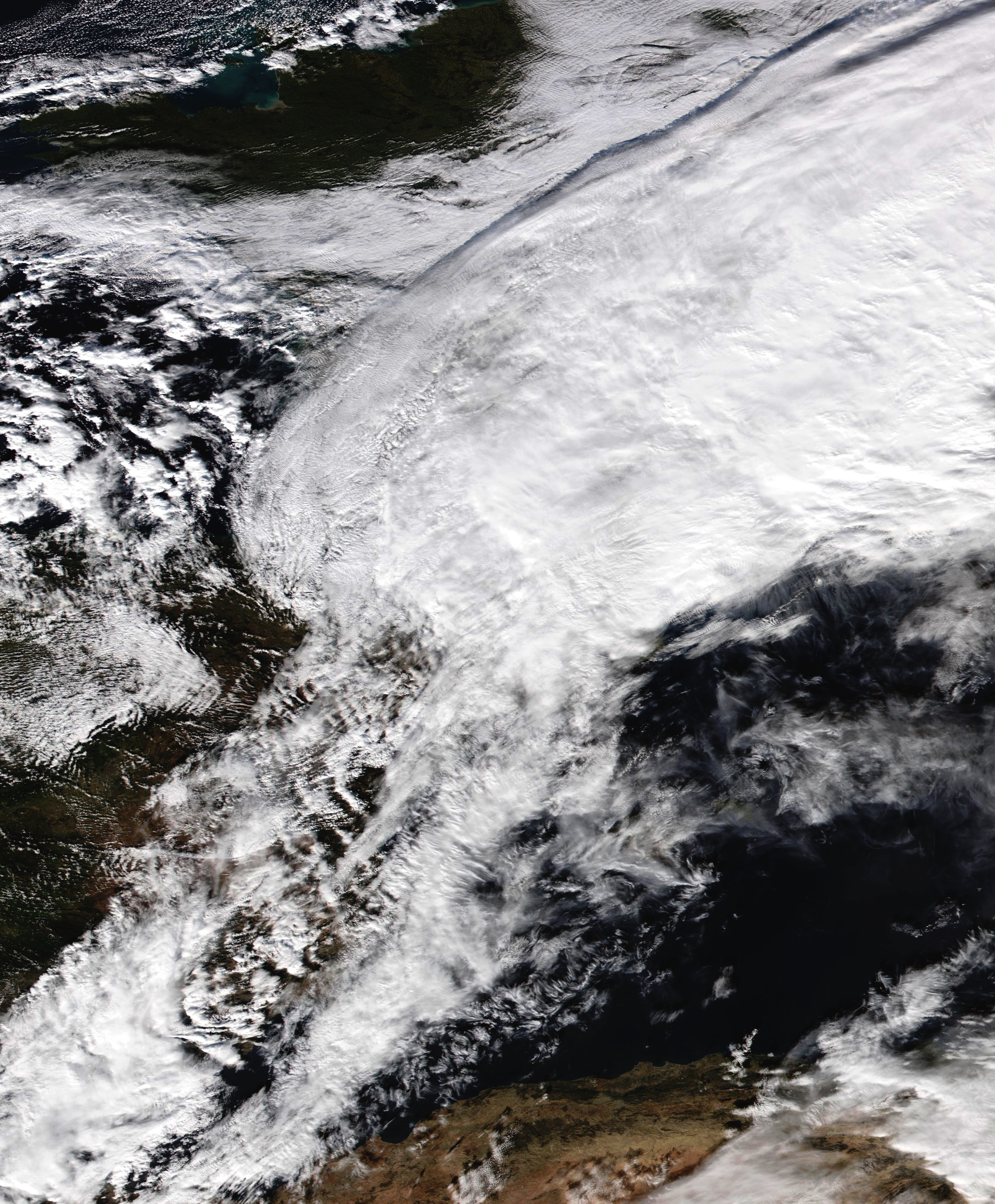
Ciro em 01/12/23

Frio e neve atingiram partes da Europa Central no início de dezembro de 2023. O sistema de tempestades afetou principalmente o sul da Alemanha, Áustria, Suíça e República Tcheca, mas os efeitos também foram sentidos do norte da Itália à Polônia, Rússia Ocidental e Ucrânia, de acordo com Weather Underground.  
Munique, a terceira maior cidade da Alemanha, foi particularmente atingida, com mais de 41 cm de neve fresca a cair no dia 2 de dezembro. A contínua queda de neve e a chuva congelante prolongaram a interrupção do tráfego aéreo. No dia 5 de dezembro, a Euronews noticiou: “Dos 771 voos programados para hoje, mais de 80% foram cancelados e quase todos os restantes estão atrasados”. Os trilhos gelados também interromperam as viagens de trem, com conexões entre Munique e Innsbruck e Salzburgo, na Áustria, bem como Zurique, na Suécia, ainda fechadas em 5 de dezembro. 
Mas os impressionantes totais de queda de neve e o impacto relacionado com o clima não se limitaram à Alemanha. A BBC informou que Cumbria, no noroeste da Inglaterra, foi atingida por até trinta centímetros de neve em 2 de dezembro. Os veículos ficaram presos e cerca de 13.000 clientes ficaram sem energia. Além disso, 30 escolas na Cornualha, na Inglaterra, foram fechadas e o aeroporto de Glasgow, na Escócia, teve que suspender todos os voos devido à forte neve.
A tempestade de inverno também atingiu os Alpes, criando condições difíceis durante alguns dias, mas que acabou por deixar muitas estâncias de esqui entusiasmadas. Por exemplo, de acordo com o PlanetSki, resorts perto de Innsbruck, na Áustria, apresentavam uma profundidade de neve de 1,5 metros (59 polegadas) com uma cobertura de cerca de 50 cm (19,6 polegadas) de pó fresco.
O espectrorradiômetro de imagem de resolução moderada (MODIS) adquiriu uma imagem em cores reais de uma camada de neve profunda e fresca no topo de uma parte dos Alpes em 6 de dezembro de 2023. De oeste a leste, os países vistos nesta imagem incluem Suíça, Liechtenstein, Alemanha e Áustria. Os Alpes italianos abrangem grande parte da porção sul da região coberta de neve. O Vale do Pó, na Itália, permanece verde e sem neve.

### Pia (Zoltan)

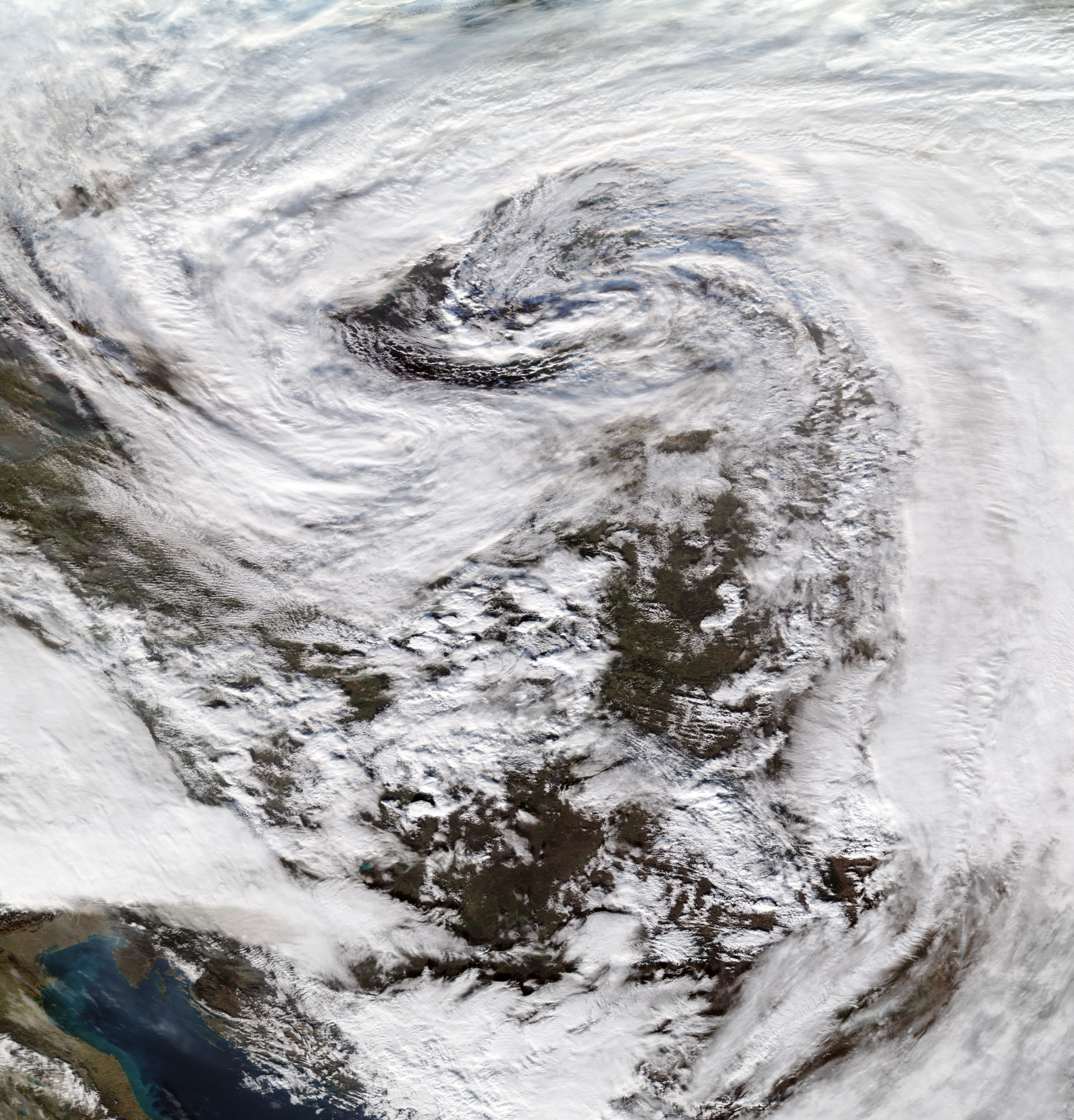
Pia em 22/12/23

A tempestade Pia foi nomeada pelo Instituto Meteorológico Dinamarquês, do Grupo Norte, em 20 de dezembro de 2023. A Universidade Livre de Berlim chamou este sistema de Zoltan.
A tempestade atingiu o Reino Unido, o sul da Escandinávia, os Países Baixos, a Bélgica e o norte da Alemanha, causando grandes transtornos durante as férias de final de ano, já que estradas foram interditadas por árvores caídas e voos tiveram que ser canceloados. Milhares de casas também ficaram sem luz e nas áreas costeiras a maré chegou a 3 metros.  
Na Dinamarca, um homem de 81 anos morreu quando seu carro se chocou com outro após tentar o desvio de uma árvore caída. Na Bélgica, uma mulher de 63 anos morreu quando uma árvore de 20 metros caiu sobre ela num mercado em Oudenaarde. Na Holanda, um homem de 39 anos morreus depois de ser atingido por uma árvore enquanto andava de bicicleta. Já na Alemanha um homem de 62 anos foi morto atingido por uma cerca que caiu. Outro homem, dee 81 anos, morreu atingido por uma árvores. 

As fortes chuvas combinadas com a tempestade levaram a inundações generalizadas em partes da Alemanha. Acredita-se que um acidente de navegação no rio Elba, na Saxônia, tenha sido causado pelas rajadas de vento e níveis elevados de água. Uma pessoas morreu no incidente e um homem de 64 anos foi encontrado morto na Turíngia depois de cair no rio Werra enquanto trabalhava em uma comporta de regulação de enchentes. 